# Soldaterkammerater rykker ud
 Denne artikel omhandler filmen Soldaterkammerater rykker ud. Opslagsordet har også en anden betydning, se Soldaterkammerater (flertydig).
Soldaterkammerater rykker ud er en dansk film fra 1959.
- Manuskript Bob Ramsing.
- Instruktion Sven Methling jun.

## Medvirkende
- Louis Miehe-Renard
- Ebbe Langberg
- Paul Hagen
- Preben Kaas
- Klaus Pagh
- Ole Dixon
- Carl Ottosen
- Vera Stricker
- Annie Birgit Garde
- Vivi Bak
- Mimi Heinrich
- Dirch Passer
- Kjeld Petersen
- Bjørn Puggaard-Müller
- Holger Vistisen

## Eksterne Henvisninger
- Soldaterkammerater rykker ud på Internet Movie Database (engelsk)
- Soldaterkammerater rykker ud på Filmdatabasen
- Soldaterkammerater rykker ud på danskefilm.dk
- Soldaterkammerater rykker ud på danskfilmogtv.dk
- Soldaterkammerater rykker ud på The Movie Database (engelsk)